# 마이웨이 (교통방송)
《임진모의 마이웨이》는 매일 밤 10시 6분부터 12시까지 방송했던 TBS FM의 음악 전문 라디오 프로그램이다. 2020년 2월 23일 자로 15년만에 폐지되었다.

## 진행자
- 임진모

## 역대 진행자
- 이종환
- 이상우
- 김갑수

## 역대 방송시간
| 방송 채널 | 방송 기간                          | 방송 시간                                   | 방송 분량             |
| --------- | ---------------------------------- | ------------------------------------------- | --------------------- |
| TBS FM    | 2005년 4월 25일 ~ 2007년 10월 14일 | 매일 밤 8:05 ~ 9:50                         | 110분                 |
| TBS FM    | 2007년 10월 15일 ~ 2013년 3월 17일 | 매일 밤 10:05 ~ 12:00                       | 115분                 |
| TBS FM    | 2015년 9월 14일 ~ 2018년 3월 25일  | 평일 밤 10:10 ~ 12:00 주말 밤 10:05 ~ 12:00 | 평일 110분 주말 115분 |
| TBS FM    | 2018년 3월 26일 ~ 2020년 2월 23일  | 매일 밤 10:05 ~ 12:00                       | 115분                 |

## 코너 소개

### 매일코너
- 1부 <세상사는 이야기> : 깊은 밤 나누는 소소한 우리네 일상
- 1부 <이 한 장의 음반> : DJ가 선택한 오늘의 노래, 오늘의 음반
- 2부 <한밤의 음악선물> : 2부 첫곡을 장식하는 시대의 명곡
- 2부 <내 마음의 한줄> : 자정을 앞두고 나누는 좋은 생각

### 요일코너
- 월요일_세상음악 : 월드뮤직 전문가와 함께 만나는 새로운 세상, 낯선 음악들
- 화요일_화요일밤 토크콘서트 : 사람이 그리운 밤, 도란도란 나누는 대화와 음악이 있는 초대석
- 수요일_재잘재잘 영화이야기 : 이보다 유쾌할 순 없다! 즐거운 수다와 음악이 있는 영화이야기
- 목요일_신곡의 발견 : 쏟아지는 신곡 중에서 보석 같은 노래만 쏙쏙 골라 소개해 드리는 시간
- 금요일_음악으로 떠나는 여행 : 어디론가 떠나고 싶어지는 금요일 밤. 음악 여행을 떠나보는 건 어떨까요?
- 토요일_토요일은 음악이 좋아 : 특별한 주제에 맞는 음악들로 신나게 달려보는 시간. 주제별 음악 릴레이
- 일요일_응답하라 마이웨이 : 한 주 동안 소개되지 못한 사연과 신청곡에 응답해 드립니다!

## 같이 보기
- TBS FM